# 제임스 가라드

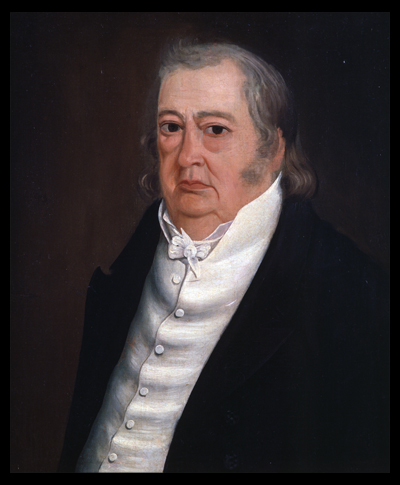
1818년 초상화

제임스 가라드(James Garrard, 1749년 1월 14일 - 1822년 1월 9일)는 1796년부터 1804년까지 켄터키의 제2대 주지사를 역임한 미국의 농부이자 침례교 목사이자 정치인이었다. 1799년에 채택된 주 헌법에 의해 부과된 임기 제한으로 인해 그는 마지막 켄터키 주지사는 1992년 수정안으로 제한이 완화되어 1999년 폴 E. 패튼(Paul E. Patton)이 재선될 때까지 두 번 연속 임기를 선택했다.
독립 전쟁에 참전한 후 가라드는 서쪽으로 현재의 켄터키주 버번 카운티인 버지니아 지역으로 이주했다. 그는 여러 지역 정치 공직을 맡았으며 버지니아 하원에서 해당 지역을 대표했다. 그는 버지니아로부터 켄터키의 분리를 보장하고 주의 첫 번째 헌법 작성을 도운 10개의 주 대회 중 5개의 대표로 선출되었다. 가라드는 문서에서 노예 제도의 지속에 대한 보장을 제외하려고 시도했지만 실패한 대표자 중 하나였다. 1795년에 그는 아이작 셸비의 뒤를 이어 주지사가 되려고 했다. 3자 경선에서 벤자민 로건은 선거인단의 과반수는 아니지만 다수의 표를 얻었다. 주 헌법에는 복수 또는 과반수가 필요한지 여부가 명시되어 있지 않았지만 유권자들은 상위 두 후보인 로건과 가라드 사이에 또 다른 투표를 실시했으며 이 투표에서 가라드는 과반수를 얻었다. 로건은 가라드가 주 법무 장관 존 브레킨리지와 주 상원에 선출된 것에 항의했지만 둘 다 개입할 헌법적 권한이 없다고 주장했다.